# Lijst van leden van de Kantonsraad van Zwitserland (2011-2015)
Dit artikel bevat een lijst van leden van de Kantonsraad van Zwitserland in de periode 2011–2015.

## Lijst
| Foto                    | Naam                    | Partij         | Kanton                 | Geboortedatum     | Kantonsraadslid sinds | Beroep                   |
| ----------------------- | ----------------------- | -------------- | ---------------------- | ----------------- | --------------------- | ------------------------ |
| Pascale Bruderer        | Pascale Bruderer        | SP/PS          | Aargau                 | 28 juli 1977      | 5 december 2011       |                          |
| Christine Egerszegi     | Christine Egerszegi     | FDP/PLR        | Aargau                 | 29 mei 1948       | 3 december 2007       | lerares                  |
| Hans Altherr            | Hans Altherr            | FDP/PLR        | Appenzell Ausserrhoden | 29 april 1950     | 8 maart 2004          | advocaat                 |
| Ivo Bischofberger       | Ivo Bischofberger       | CVP/PDC        | Appenzell Innerrhoden  | 24 februari 1958  | 4 juni 2007           | rector                   |
| Claude Janiak           | Claude Janiak           | SP/PS          | Bazel-Landschap        | 30 oktober 1948   | 3 december 2007       | advocaat                 |
| Anita Fetz              | Anita Fetz              | SP/PS          | Bazel-Stad             | 19 maart 1957     | 1 december 2003       | ondernemer               |
| Werner Luginbühl        | Werner Luginbühl        | BDP/PBD        | Bern                   | 4 januari 1958    | 3 december 2007       |                          |
| Hans Stöckli            | Hans Stöckli            | SP/PS          | Bern                   | 12 april 1952     | 5 december 2011       | advocaat                 |
| Christian Levrat        | Christian Levrat        | SP/PS          | Fribourg               | 7 juli 1970       | 29 mei 2012           | jurist                   |
| Urs Schwaller           | Urs Schwaller           | CVP/PDC        | Fribourg               | 31 oktober 1952   | 1 december 2003       | advocaat                 |
| Robert Cramer           | Robert Cramer           | GPS/PES        | Genève                 | 7 februari 1954   | 3 december 2007       | lid van de Regeringsraad |
| Liliane Maury Pasquier  | Liliane Maury Pasquier  | SP/PS          | Genève                 | 16 december 1956  | 3 december 2007       |                          |
|                         | Thomas Hefti            | FDP/PLR        | Glarus                 | 30 oktober 1959   | 3 maart 2014          | advocaat                 |
|                         | Werner Hösli            | SVP/UDC        | Glarus                 | 30 augustus 1961  | 16 juni 2014          |                          |
|                         | Martin Schmid           | FDP/PLR        | Graubünden             | 24 mei 1969       | 5 december 2011       | advocaat                 |
| Stefan Engler           | Stefan Engler           | CVP/PDC        | Graubünden             | 30 mei 1960       | 5 december 2011       | lid van de Regeringsraad |
| Claude Hêche            | Claude Hêche            | SP/PS          | Jura                   | 20 december 1952  | 3 december 2007       |                          |
| Anne Seydoux-Christe    | Anne Seydoux-Christe    | CVP/PDC        | Jura                   | 7 juli 1958       | 3 december 2007       | advocate                 |
| Georges Theiler         | Georges Theiler         | FDP/PLR        | Luzern                 | 20 mei 1949       | 5 december 2011       | ondernemer               |
| Konrad Graber           | Konrad Graber           | CVP/PDC        | Luzern                 | 24 juli 1958      | 3 december 2007       |                          |
| Raphaël Comte           | Raphaël Comte           | FDP/PLR        | Neuchâtel              | 29 september 1979 | 1 maart 2010          |                          |
| Didier Berberat         | Didier Berberat         | SP/PS          | Neuchâtel              | 1 december 1956   | 21 september 2009     | lid van de gemeenteraad  |
| Paul Niederberger       | Paul Niederberger       | CVP/PDC        | Nidwalden              | 5 december 1948   | 3 december 2007       |                          |
| Hans Hess               | Hans Hess               | FDP/PLR        | Obwalden               | 4 mei 1945        | 8 juni 1998           | advocaat                 |
|                         | Karin Keller-Sutter     | FDP/PLR        | Sankt Gallen           | 22 december 1963  | 5 december 2011       | lid van de Regeringsraad |
| Paul Rechsteiner        | Paul Rechsteiner        | SP/PS          | Sankt Gallen           | 26 augustus 1952  | 12 december 2011      | advocaat                 |
| Hannes Germann          | Hannes Germann          | SVP/UDC        | Schaffhausen           | 1 juli 1956       | 16 september 2002     | econoom                  |
|                         | Thomas Minder           | onafhankelijke | Schaffhausen           | 26 december 1960  | 5 december 2011       | ondernemer               |
| Peter Föhn              | Peter Föhn              | SVP/UDC        | Schwyz                 | 11 december 1952  | 15 december 2011      | ondernemer               |
| Alex Kuprecht           | Alex Kuprecht           | SVP/UDC        | Schwyz                 | 22 december 1957  | 1 december 2003       |                          |
| Pirmin Bischof          | Pirmin Bischof          | CVP/PDC        | Solothurn              | 24 februari 1959  | 12 december 2011      | advocaat                 |
|                         | Roberto Zanetti         | SP/PS          | Solothurn              | 14 december 1954  | 1 maart 2010          | ondernemer               |
|                         | Roland Eberle           | SVP/UDC        | Thurgau                | 7 december 1953   | 5 december 2011       | ondernemer               |
| Brigitte Häberli-Koller | Brigitte Häberli-Koller | CVP/PDC        | Thurgau                | 23 augustus 1958  | 5 december 2011       |                          |
| Fabio Abate             | Fabio Abate             | FDP/PLR        | Ticino                 | 4 januari 1966    | 5 december 2011       | advocaat                 |
| Filippo Lombardi        | Filippo Lombardi        | CVP/PDC        | Ticino                 | 29 mei 1956       | 6 december 1999       | ondernemer               |
| Isidor Baumann          | Isidor Baumann          | CVP/PDC        | Uri                    | 23 september 1955 | 5 december 2011       | lid van de Regeringsraad |
|                         | Markus Stadler          | GLP/PVL        | Uri                    | 24 december 1948  | 1 juni 2010           |                          |
| Luc Recordon            | Luc Recordon            | GPS/PES        | Vaud                   | 20 september 1955 | 3 december 2007       | advocaat                 |
| Géraldine Savary        | Géraldine Savary        | SP/PS          | Vaud                   | 14 november 1968  | 3 december 2007       | journaliste              |
| René Imoberdorf         | René Imoberdorf         | CSP            | Wallis                 | 24 april 1950     | 3 december 2007       | burgemeester             |
| Jean-René Fournier      | Jean-René Fournier      | CVP/PDC        | Wallis                 | 18 december 1957  | 3 december 2007       | lid van de Staatsraad    |
| Peter Bieri             | Peter Bieri             | CVP/PDC        | Zug                    | 21 juni 1952      | 23 januari 1995       | leraar                   |
| Joachim Eder            | Joachim Eder            | FDP/PLR        | Zug                    | 24 november 1951  | 5 december 2011       | lid van de Regeringsraad |
| Felix Gutzwiller        | Felix Gutzwiller        | FDP/PLR        | Zürich                 | 22 februari 1948  | 3 december 2007       | arts                     |
| Verena Diener           | Verena Diener           | GLP/PVL        | Zürich                 | 27 maart 1949     | 6 december 2007       |                          |

## Wijzigingen tijdens de legislatuur
| Foto            | Naam            | Partij  | Kanton   | Geboortedatum    | Kantonsraadslid sinds | Kantonsraadslid tot                         | Opvolger         |
| --------------- | --------------- | ------- | -------- | ---------------- | --------------------- | ------------------------------------------- | ---------------- |
| Alain Berset    | Alain Berset    | SP/PS   | Fribourg | 9 april 1972     | 1 december 2003       | 14 december 2011 (verkozen in de Bondsraad) | Christian Levrat |
| Pankraz Freitag | Pankraz Freitag | FDP/PLR | Glarus   | 12 december 1952 | 3 maart 2008          | 5 oktober 2013 (in dienst overleden)        | Thomas Hefti     |
| This Jenny      | This Jenny      | SVP/UDC | Glarus   | 4 mei 1952       | 8 juni 1998           | 13 februari 2014 (ontslag)                  | Werner Hösli     |

Bondsraad
Lijst van leden van de Zwitserse Bondsraad · 
Lijst van bondspresidenten van Zwitserland
Nationale Raad
Aargau · 
Appenzell Ausserrhoden · 
Appenzell Innerrhoden · 
Basel-Landschaft · 
Basel-Stadt · 
Bern · 
Fribourg · 
Genève · 
Glarus · 
Graubünden · 
Jura

Luzern · 
Neuchâtel · 
Nidwalden · 
Obwalden · 
Sankt Gallen · 
Schaffhausen · 
Schwyz · 
Solothurn · 
Thurgau · 
Ticino · 
Uri · 
Vaud · 
Wallis · 
Zug · 
Zürich
1983-1987 · 
1987-1991 · 
1991-1995 · 
1995-1999 · 
1999-2003 · 
2003-2007 · 
2007-2011 · 
2011-2015 · 
2015-2019 · 
2019-2023 · 
2023-2027
Voorzitters
Kantonsraad
Aargau · 
Appenzell Ausserrhoden · 
Appenzell Innerrhoden · 
Basel-Landschaft · 
Basel-Stadt · 
Bern · 
Fribourg · 
Genève · 
Glarus · 
Graubünden · 
Jura

Luzern · 
Neuchâtel · 
Nidwalden · 
Obwalden · 
Sankt Gallen · 
Schaffhausen · 
Schwyz · 
Solothurn · 
Thurgau · 
Ticino · 
Uri · 
Vaud · 
Wallis · 
Zug · 
Zürich
1983-1987 · 
1987-1991 · 
1991-1995 · 
1995-1999 · 
1999-2003 · 
2003-2007 · 
2007-2011 · 
2011-2015 · 
2015-2019 · 
2019-2023 · 
2023-2027
Voorzitters